# إغناثيو كولومبو
إغناثيو كولومبو (بالإسبانية: Ignacio Colombo)‏ (12 أكتوبر 1995 بالأرجنتين - ) هو لاعب كرة قدم أرجنتيني في مركز الهجوم. لعب مع أتليتكو بلاتينسي ‏ وSanta Tecla F.C. ‏ ونادي أتلتيكو بروفينسيال وSportivo Las Parejas ‏.